# Cronicha dela nobil cità de Venetia e dela sua provintia et destretto
Die Cronicha dela nobil cità de Venetia e dela sua provintia et destretto (sinngemäß: ‚Chronik der edlen Stadt Venedig, ihrer Provinz und ihres Distriktes‘) ist eine venezianische Chronik aus der Feder von Giorgio (Zorzi) Dolfin (1396–1458).

## Der Verfasser Zorzi Dolfin
Zorzi Dolfin wurde 1396 als Sohn des Francesco di Giovanni und seiner Frau Orsa in Venedig geboren, wahrscheinlich in dem Palast, in dem er auch später lebte, nämlich in der Gemeinde San Canzian im Sestiere Cannaregio. Zorzi war der drittgeborene Sohn, von seinen Brüdern Giovanni, Nicolò, Giacomo, Vittore und Orso ist nur bekannt, dass Giovanni Priester wurde und dass sich Giacomo dem Handel mit der Levante widmete.
1421 heiratete Zorzi Dolfin eine Tochter des Giovanni Gradenigo, von der er wiederum eine Tochter hatte, die bis 1506 lebte. 1424 heiratete er zum zweiten Mal, nämlich Barbarella Contarini. Diese brachte neben den beiden Töchtern Lucrezia und Pellegrina sechs Söhne zur Welt, nämlich Pietro, Francesco, Giacomo, Leonardo, Vittore und Domenico. Pellegrina wurde Nonne im Monastero degli Angeli di Murano.
Zorzi wurde, wie es in Venedig üblich war, in verschiedene Ämter gewählt. Am 28. Oktober 1447 wurde er Bailò und Capitano von Durazzo, doch trat er bereits nach acht Tagen von diesem Amt zurück. Am 3. Juli 1449 wurde er Provveditore di Comun. 1453 bis 1455 war er Aufseher über die Behörden, Provveditore sopra offici, ein Amt, das vor allem das Finanzgebaren der Behörden überwachen sollte, von dem er jedoch gleichfalls am 22. Juni 1455 zurücktrat. Auch hatte er einen Sitz im Consiglio dei Pregadi, dem Senat, womit er zur Gruppe der Venezianer mit höchstem Einfluss und weit reichenden Kontakten gehörte. Anscheinend war er schon zur Zeit der Eheschließung seines Sohnes Pietro im Jahr 1458 verstorben. Zorzi Dolfin war einer der Unterstützer des Dogen Francesco Foscari, was ihn in Konflikt mit der ansonsten seine gesamte Chronik durchziehenden, uneingeschränkten Loyalität zu Venedig und seinen Institutionen brachte, insbesondere mit dem Rat der Zehn.

## Testament und Bibliothek
Aus dem Testament des Zorzi Dolfin vom 12. März 1448 geht hervor, dass den Dolfin eine stattliche Bibliothek zur Verfügung stand, ohne dass diese mit den großen Buchbeständen etwa eines Marin Sanudo des Jüngeren vergleichbar wäre, der 6500 Bücher vererbte – möglicherweise sogar mehr als 20.000, wenn man die handgeschriebene Nummerierung als eine fortlaufende betrachten darf. Zorzi Dolfin verfügte, dass die Sammlung beisammen bleiben sollte, doch aus dem Inventar von 1507, das vielleicht 200 Einträge umfasst, geht hervor, dass die über seinen Erben Pietro Dolfin weitervererbten Bücher von dessen Sohn entgegen der testamentarischen Verfügung an Freunde verschenkt wurden. Von Zorzis handgeschriebener Chronik verschenkte der Enkel Giacomo die Bände I und II der Annali veneti an Marcantonio Loredan und die Bände III und IV an Michele Trevisan di Andrea, die beiden Testamentsvollstrecker. Die Bände II und III sind heute verschollen.

## Die Chronik
Zorzi Dolfin nannte sein Werk cronicha, scriptura, selten historia, häufig tractado. Dabei führt er sein Werk wie eine Art Gespräch mit dem Leser auf, wobei er auch Sprichwörter und Metaphern häufig einsetzt. Insbesondere bei der Beschreibung der Vorgänge seiner eigenen Zeit bereichert er die Ausdrucksweise vielfach mit Latinismen.

### Überlieferung
Sein Werk ist in Form einer Abschrift des 16. Jahrhunderts überliefert: Biblioteca Nazionale Marciana It., VII, 794 (=8503). Das Seitenformat liegt bei 335 mal 235 mm und umfasst die folia I-474. Dabei trägt der Codex zwei Paginierungen, nämlich rechts unten eine ältere sowie eine moderne Bleistiftzählung rechts oben. Die ältere Paginierung ist diskontinuierlich, die jüngere durchgängig. Aus der Sammlung des Emmanuele Antonio Cicogna sind wiederum zwei Abschriften überliefert, die sich im Museo Correr befinden (Cicogna 3755 und 3756 – zuvor MCIX und MC) und die bereits Cicogna als Abschriften des Werkes von Zorzi Dolfin annotierte.
Die I parte, also die folia 1r–31v alte Zählung (3r–31v moderne Zählung) berichtet von der Gefangenschaft des Giorgio Corner, eine Erzählung, auf die eine Liste der venezianischen Adelsfamilien folgt. Die II parte (folia 1r–34v (33r–66v)) umfasst eine ebensolche Liste mit Wappen der besagten Familien, III (folia 37r–45r (69v–77r)) eine Liste der Dogen, die in Eracliana und Rialto gewählt wurden, und die von Angelo Partecipazio bis Leonardo Loredan reicht. Dann folgt in IV (45r–93v (78r–84v)) eine Liste derjenigen, die Anleihen wegen des Krieges gegen die Liga von Cambrai gezeichnet haben. Die V parte (94r–114v (85r–105v)) füllt ein Index der Chronik des Zorzi Dolfin. Erst VI (1r–344r (112r–450r)) beinhaltet die eigentliche Chronik. Dabei griff Zorzis Sohn Piero an vielen Stellen in den Text ein. Zu weiteren Einfügungen kam es bis 1531.
Auf f. 34r (145r) erklärt Zorzi explizit das Ziel der Chronik, nämlich das Wachsen Venedigs und seines edlen Zustandes, den Anfang und die Mittel seiner Regierung und das Aufkommen seiner adligen Häuser, die Hervorbringung der Dogen und von deren magnanimo und Guten Regierung, durch die sie den venezianischen Staat gedeihen ließen.

### Vorlagen
Als Vorlagen gibt der Verfasser an, er habe die Chronik des Andrea Dandolo, dann die Werke des Flavio Biondo, des Matteo Palmieri, die Commentarii de rebus gestis Francisci Sfortiae von Giovanni Simonetta, das Supplementum chronicarum des Giacomo Filippo Foresti, die Rerum Venetarum ab urbe condita libri XXXIII des Marcantonio Coccio Sabellico sowie die Dokumente der Dogenkanzlei benutzt. Aber er benutzte auch andere Chroniken, wie die wahrscheinlich von Fantin Pisani verfasste Chronik (Cronaca marciana It. VII, 2034 (=8834)). Auch benutzte Zorzi Dolfin eine anonyme Chronik aus der Mitte des 15. Jahrhunderts, die sich heute in der Newberry Library in Chicago befindet (ms. F. 87.1). Verfasst in Venedig befand sie sich bis 1821 in der Sammlung des Lorenzo Antonio da Ponte, dann erwarb sie der Händler Adolfo Cesare. Von dort gelangte sie in die Sammlung von Sir Thomas Phillips nach Großbritannien. Die heutige Besitzerin erwarb die Chronik im Jahr 1957.
Neben diesen Chroniken in Volgare nutzte Dolfin auch lateinische Vorlagen, wie die Chronica brevis und die Chronica extensa des Dogen Andrea Dandolo, das Chronicon Venetum, die Istoria Veneticorum sowie die Chronica de singulis patriarchis Nove Aquileie. Sicherlich nutzte Dolfin auch das Chronicon de rebus Venetis ab U.C.ad annum MCCCLIV des Lorenzo De Monacis, ohne diesen explizit zu nennen, ebenso wie den Codex Marc. It. VII, 760 (=8582) aus dem 15./16. Jahrhundert. Wahrscheinlich nutzte er zudem die Cronica di Venexia detta di Enrico Dandolo, die Roberto Pesce 2010 edierte. Die inzwischen gleichfalls edierte Cronaca di Venezia von Antonio Morosini (herausgegeben von Andrea Nanetti), die wohl die erste ‚diaristische Chronik‘, also Chronik in einer Art Tagebuchformat darstellt, nutzte Zorzi Dolfin ebenfalls. Hinzu kommen Werke, wie die Pseudo-Zancaruola in der Marciana (It. VII, 49–50 (=9274–9275), dann It. VII, 49–50 (=9274–9275)), ein Werk, das 1967 von der Mailänder Biblioteca Nazionale Braidense nach 162 Jahren zurückgegeben wurde, und das nicht, wie man zwei Jahrhunderte glaubte, von Marco Foscarini stammt, sowie einige Abschriften der Zancaruola.
Eine Abschrift der Dolfin-Chronik stellt der Codex CM 548 der Biblioteca Civica in Padua dar.

### Gründungslegenden Venedigs
Im Gegensatz zur sonst üblichen Chronistik beginnt für Dolfin die Geschichte Venedigs nicht mit der Flucht der Römer von Aquileia in die Lagune von Venedig, um den Hunnen Attilas zu entrinnen, oder mit der Flucht vor den Langobarden. Auch berichtet er zunächst nicht, wie sonst üblich, von der Gründung Venedigs durch Trojaner. Im Gegenteil propagiert er zu Anfang eine rein christliche Wurzel, die bis zum Evangelisten Markus zurückreicht, bevor er auch diese Legenden berichtet. Dabei seien die Venezianer nicht nur die Nachkommen derjenigen, die Markus persönlich getauft hatte, sondern sie seien überhaupt eines der Völker, die als erste zum Christentum gelangt seien. Damit standen sie in den Augen des Verfassers auf der gleichen Höhe, wie das auserwählte Volk. Markus, hierin folgt Dolfin wieder dem Dogen Andrea Dandolo, sei durch einen Sturm von seinem Weg nach Alexandria abgekommen. Auf einer Insel sei ihm, so Dolfin, ein Engel begegnet, der ihm vorhergesagt habe, dass dort eine großartige Stadt errichtet werden würde. Gott selbst habe den zukünftigen Venezianern, dank der Verdienste des Markus, eine Stadt zugesprochen, ähnlich wie einst den Israeliten. Implizit deutet Dolfin damit an, sie seien das neue auserwählte Volk. Mit San Francesco della Vigna gibt er sogar den Ort dieser Erscheinung an. Die genaue Bezugnahme auf die Kirche, in der die Dolfin eine Kapelle besaßen, dürfte dazu gedient haben, zugleich die eigene Familie zu erhöhen. Für Sanudo hingegen war „San Magno di Aquileia“ der erste Kirchengründer. Bei Attilas Invasion lässt Dolfin die herausragende Rolle, die den Este in anderen Chroniken zugesprochen wird, aus, und damit zugleich den Beleg für das hohe Alter dieser Adelsfamilie. Stattdessen schreibt er dem legendären Paduaner König Janus den Sieg über Attila zu. Janus’ Frau Handriana habe Venedig gegründet.